# Foilebar (Incio)
Foilebar (llamada oficialmente Santa María de Foilebar) es una parroquia y una aldea española del municipio de Incio, en la provincia de Lugo, Galicia.

## Límites
Limita con las parroquias de San Salvador do Mao al norte, Villarjuán y Santalla al este, Trascastro y Santa Marina de Incio al sur, y Reboiro y San Román de Mao al oeste.

## Organización territorial
La parroquia está formada por seis entidades de población:
- Cabude
- Cubelas (Covelas)
- Foilebar
- Lamarredonda (Lama Redonda)
- Paredes
- Valduz

## Demografía

### Parroquia
| Gráfica de evolución demográfica de Foilebar (parroquia) entre 2000 y 2020 |
|                                                                            |
| Datos según el nomenclátor publicado por el INE.                           |

### Aldea
| Gráfica de evolución demográfica de Foilebar (aldea) entre 2000 y 2020 |
|                                                                        |
| Datos según el nomenclátor publicado por el INE.                       |